# Wolfgang de Beer
Wolfgang de Beer (Dinslaken, 2 de janeiro de 1964 – 30 de dezembro de 2024) foi um futebolista alemão que atuava como goleiro.

## Carreira
Revelado pelo Jahn Hiesfeld, clube de sua cidade natal, jogaria ainda nas categorias de base do Duisburg entre 1978 e 1981, quando foi promovido ao elenco principal. Até 1986, disputaria 62 partidas pelas Zebras, quando foi contratado pelo Borussia Dortmund para substituir Eike Immel, negociado com o Stuttgart. Inicialmente reserva de Rolf Meyer, aproveitou uma lesão do titular em um amistoso preparatório e herdou a posição.
Com a ascensão de Stefan Klos ao time principal do Dortmund em 1990, Teddy (como era conhecido) perdeu o status de titular absoluto no ano seguinte, virando seu reserva imediato. Mesmo com a saída de Klos em 1998, continuaria como segunda opção ao gol dos Aurinegros logo após a contratação de Jens Lehmann, encerrando a carreira em 2001. No ano seguinte virou treinador de goleiros da equipe, função que exerceu até 2018, quando Roman Weidenfeller assumiu o posto.

## Seleção Alemã
Sua carreira na Seleção Alemã resume-se a um jogo pela equipe Sub-21, em 1984. De Beer nunca foi convocado para defender o time principal do Nationalelf.

## Morte
De Beer faleceu em 30 de dezembro de 2024, 3 dias antes de completar 61 anos.

## Títulos
Borussia Dortmund
- Bundesliga: 1994–95, 1995–96
- Copa da Alemanha: 1988–89[2]
- Supercopa da Alemanha: 1989[4]
- Liga dos Campeões da UEFA: 1996–97[5]
- Copa Intercontinental: 1997